# Fabián Assmann
Walter Fabián Assmann (Zárate, provincia de Buenos Aires, Argentina, 23 de marzo de 1986) es un exfutbolista argentino que se desempeña de arquero.

## Trayectoria

### Independiente de Avellaneda
Este arquero originario de la ciudad de Zárate se formó en las inferiores de Independiente de Avellaneda, donde comenzaría su carrera como arquero de Primera División.
Tras ocupar repetidamente el banco de suplentes, debutó en Primera por una lesión del titular Oscar Ustari el 21 de abril de 2007 ante Nueva Chicago (0-0), bajo la conducción de Miguel Ángel Santoro, quien lo había formado en su posición. En total, en ese torneo disputó cuatro partidos (uno de ellos ingresando como suplente), recibiendo sólo un gol.
Después de la venta de Oscar Ustari se convierte en el arquero titular.

### UD Las Palmas
El 28 de agosto de 2009 se concretó su pase en calidad de cedido a la UD Las Palmas, de la Segunda División de España.

### Vuelta a Independiente
En el verano de 2010 vuelve a su club de origen tras haber completado una cesión de una temporada en la UD Las Palmas.
Luego de un par de campeonatos sin muchas participaciones, en el Torneo Apertura 2011 (Argentina) vuelve a ser titular en el arco de Independiente alternando junto a otros grandes arqueros y compañeros como lo son Hilario Navarro y Adrián Gabbarini.

### Club de Fútbol Mérida
El 15 de junio de 2014 se anuncia su llegada al equipo de Liga de Ascenso de México. Pero solo duró 6 meses, fue dado de baja del plantel por mal desempeño.

### Quilmes
A principios de 2015 y tras el pedido de Julio César Falcioni, el arquero firma contrato de 18 meses con Quilmes.

### Club Atlético Vélez Sarsfield
El 22 de diciembre de 2015 y tras el pedido de Christian Bassedas, el arquero firma contrato de 18 meses con Vélez.

## Estadísticas

### Clubes
- Actualizado hasta el 4 de enero de 2021.

| Independiente Argentina | 1.ª           | 2006-07       | 4   | -2   | - | -   | - | -  | 4   | -2   |
| Independiente Argentina | 1.ª           | 2007-08       | 38  | -38  | - | -   | - | -  | 38  | -38  |
| Independiente Argentina | 1.ª           | 2008-09       | 38  | -59  | - | -   | 2 | -3 | 40  | -62  |
| Independiente Argentina | 1.ª           | 2010-11       | 5   | -5   | - | -   | 2 | -1 | 7   | -6   |
| Independiente Argentina | 1.ª           | 2011-12       | 12  | -13  | 0 | 0   | 1 | 0  | 13  | -13  |
| Independiente Argentina | 1.ª           | 2012-13       | 0   | 0    | 2 | -2  | - | -  | 2   | -2   |
| Independiente Argentina | 2.ª           | 2013-14       | 1   | -2   | 1 | -2  | - | -  | 2   | -4   |
| Independiente Argentina | Total club    | Total club    | 98  | -119 | 3 | -4  | 5 | -4 | 106 | -127 |
| Las Palmas · España | 2.ª           | 2009-10       | 21  | -19  | 0 | 0   | - | -  | 21  | -19  |
| Las Palmas · España | Total club    | Total club    | 21  | -19  | 0 | 0   | - | -  | 21  | -19  |
| Mérida · México | 2.ª           | 2014          | 11  | -21  | 1 | -1  | - | -  | 12  | -22  |
| Mérida · México | Total club    | Total club    | 11  | -21  | 1 | -1  | - | -  | 12  | -22  |
| Quilmes Argentina | 1.ª           | 2015          | 10  | -18  | 0 | 0   | - | -  | 10  | -18  |
| Quilmes Argentina | Total club    | Total club    | 10  | -18  | 0 | 0   | - | -  | 10  | -18  |
| Vélez Sarsfield Argentina | 1.ª           | 2016          | 2   | -2   | 0 | 0   | - | -  | 2   | -2   |
| Vélez Sarsfield Argentina | 1.ª           | 2016-17       | 14  | -19  | 1 | 0   | - | -  | 15  | -19  |
| Vélez Sarsfield Argentina | Total club    | Total club    | 16  | -21  | 1 | 0   | - | -  | 17  | -21  |
| Agropecuario Argentina | 2.ª           | 2017-18       | 8   | -8   | 0 | 0   | - | -  | 8   | -8   |
| Agropecuario Argentina | Total club    | Total club    | 8   | -8   | 0 | 0   | - | -  | 8   | -8   |
| Aldosivi Argentina | 1.ª           | 2018-19       | 1   | 0    | 2 | -2  | - | -  | 3   | -2   |
| Aldosivi Argentina | 1.ª           | 2019-20       | 1   | 0    | 1 | -3  | - | -  | 2   | -3   |
| Aldosivi Argentina | 1.ª           | 2020          | -   | -    | 1 | -3  | - | -  | 1   | -3   |
| Aldosivi Argentina | Total club    | Total club    | 2   | 0    | 4 | -8  | - | -  | 6   | -8   |
| Total carrera | Total carrera | Total carrera | 164 | -204 | 9 | -13 | 5 | -4 | 178 | -221 |
| (1) Las copas nacionales se refiere a la Copa Argentina, a la Copa de la Liga Profesional, a la Copa del Rey y a la Copa México. (2) Las copas internacionales se refiere a la Copa Libertadores, a la Copa Sudamericana, Liga de Campeones de la UEFA, a la Liga Europa, a la Liga de Campeones de la Concacaf y a la Liga Concacaf. |               |               |     |      |   |     |   |    |     |      |

## Palmarés

### Copas internacionales
| Título            | Club          | País      | Año  |
| ----------------- | ------------- | --------- | ---- |
| Copa Sudamericana | Independiente | Argentina | 2010 |